# Пуланзас, Никос
Никос Пуланзас (греч. Νίκος Πουλαντζάς, англ. Nicos Poulantzas; 21 сентября 1936, Афины — 3 октября 1979, XIII округ Парижа) — греко-французский марксистский социолог и политолог.
Наряду с Луи Альтюссером является одним из ключевых представителей структуралистского марксизма, в своей системе взглядов сочетая ортодоксальный ленинизм с грамшианством и еврокоммунизмом. Писал на французском. Широкую известность приобрёл благодаря исследованиям государства, социальных классов, фашизма и падения диктаторских режимов в Испании, Португалии и Греции. Принимал участие в борьбе против греческой хунты чёрных полковников (1967—1974), был членом антисталинского крыла Коммунистической партии Греции, его идеи повлияли на его преемниц — партии Синаспизмос и Сириза.

## Биография
Пуланзас родился в зажиточной семье. Изучал право в Афинском университете, после чего переехал во Францию, где защитил докторскую диссертацию по философии права. Ещё в Греции Пуланзас вступил в ряды Единой демократической левой партии — политического прикрытия коммунистической партии, запрещённой после гражданской войны. Во Франции увлёкся экзистенциальным марксизмом Жана-Поля Сартра и Симоны де Бовуар и писал для их журнала Les Temps Modernes.
Одна из его заметок в этом журнале в 1964 году привлекла внимание Луи Альтюссера (1918—1990), и с середины 1960-х Пуланзас сближается с «альтюссеровским кружком» (Этьен Балибар, Режи Дебре, Пьер Машере, Жак Рансьер). В 1968 году издал книгу «Политическая власть и социальные классы капиталистического государства», принесшую ему широкую известность и переведённую на многие языки мира. Нужно заметить, что своей работой Пуланзас поспособствовал разработке структуралистского подхода в анализе политики.
Начиная с 1968 года до самой смерти, Пуланзас преподавал социологию в Парижском университете VIII. Был женат на французской писательнице Анне Леклер и имел дочь.
Поздно вечером 3-го (по другим данным ночью 4 октября) 1979 в состоянии острой депрессии покончил с собой, выбросившись с окна своего гостиничного номера в Париже. Ему было 43 года.

## Идейное наследие
В 1969 году британский журнал New Left Review опубликовал критическую рецензию Пуланзаса на книгу английского марксиста Ральфа Милибэнда «Государство в капиталистическом обществе». Эта рецензия стала первым раундом «дискуссии Милибэнда-Пуланзаса». Дискуссия разворачивалась вокруг вопроса о государстве как механизме классовой власти: Милибэнд считал это следствием классового происхождения и принадлежности людей, занимавших руководящие должности в государственных структурах; Пуланзас придерживался того мнения, это исходило из самой структуры и функций государства.
Важнейшим произведением Пуланзаса на эту тему стала книга «Политическая власть и социальные классы капиталистического государства» (1968). Именно в этой книге он развил одно из своих нововведений в теории — концепцию «относительной автономии государства», которое «есть место и центр применения власти, но само не обладает никакой властью». По Пуланзасу, капиталистическое государство, чтобы функционировать именно как капиталистическое государство, должно выступать против интересов отдельных капиталистов, но в защиту их общих классовых интересов: государству надлежит сохранять «относительную автономию» от интересов и требований индивидуальных капиталистов. Это также означает, что государство нельзя сводить только к отражению экономических отношений и интересов, как делают догматики от марксизма. Пуланзас утверждал, что капиталисты как участники экономической деятельности имеют склонность конкурировать друг с другом, а государство служит своеобразной площадкой, на которой различные фракции класса капиталистов, а также других правящих классов, могут производить долгосрочную стратегию и заключать долгосрочные союзы. Одновременно государство дезорганизует рабочий класс, разделяя его на отдельных индивидуумов (граждан), изолируя членов рабочего класса друг от друга.
«Фашизм и диктатура» (1970) стал эмпирическим исследованием, основанным на теоретической работе. Пуланзас исследовал классовую сущность фашизма и пришёл к выводу, что фашистское государство является исключительной формой капиталистического государства. По его мнению, хотя фашизм не является неизбежной или «естественной» стадией развития капитализма, он выступает одной из реакций на политический кризис — и раз таковые кризисы повторяются, может повториться и фашизм. Подобные идеи можно найти в «Кризисе диктатур: Португалия, Греция, Испания» (1975) — одном из первых марксистских трудов, посвящённых процессу демократизации. Пуланзас утверждал, что победа демократии во всех трёх странах с крайне правыми диктатурами стала возможна благодаря политической борьбе между двумя конкурирующими фракциями класса капиталистов — национальной и компрадорской буржуазии.
В своей дальнейшей теоретической работе Пуланзас сделал важный вклад в теорию классов, выступив с критикой широко принятых понятий «класс-в-себе» и «класс-для-себя» — отстаивая вместо этого ту точку зрения, что классы не существуют вне классового конфликта, что класс является совокупностью отношений и практик. В книге «Социальные классы при современном капитализме» (1974) он также рассмотрел политическое значение растущей транснационализации (глобализации) капитала и возникновения «новой мелкой буржуазии».
Его последняя книга «Государство, власть, социализм» (1978) содержала критику построений других теоретиков, близких к марксизму и структурализму, в частности Мишеля Фуко и Жиля Делёза. В частности, Пуланзас предложил определение государства как общественного отношения и заявил, что вопрос его относительной автономии является функцией классовой борьбы. Поскольку государство является средоточием классовой борьбы, то оно всегда в движении. Ни один класс не обладает полной властью над государством, однако государство всегда отдаёт предпочтение интересам господствующего класса. Итак, степень его относительной автономности постоянно меняется и определяется содержанием и интенсивностью политической борьбы.
Политически, целью Пуланзаса, которую он предлагал для Коммунистической партии Греции (внутренней), было сочетание демократического и революционного социализма, которое бы смогло избежать бюрократизации, подавления низовых инициатив и этатизма, свойственных и реформистской социал-демократии, и так называемому «реальному социализму» советского образца.